# 天空のアリア
天空のアリア(原題：Aria)は、エイジアが1994年に発表した5枚目のアルバムである。
ジェフ・ダウンズ主導の下、1992年にレコード会社を「バンドホール・レコード」に移し、バンドメンバーを一新した『新生エイジア』としては2枚目のアルバムとなる。

## 収録曲
1. エニータイム "Anytime" (Downes, Payne) – 4:57
2. アー・ユー・ビッグ・イナフ？ "Are You Big Enough?" (Downes, Payne) – 4:07
3. デザイア "Desire" (Downes, Andy Nye, Payne) – 5:20
4. 最後の夏 "Summer" (Downes, Payne) – 4:06
5. サッド・シテュエーション "Sad Situation" (Downes, Payne) – 3:59
6. ドント・カット・ザ・ワイヤー "Don't Cut the Wire (Brother)" (Downes, Payne) – 5:20
7. フィールズ・ライク・ラブ "Feels Like Love" (Downes, Payne) – 4:49
8. TOWA NO TOKI〜永遠の瞬間〜 "Remembrance Day" (Downes, Payne) – 4:18
9. イナフズ・イナフ "Enough's Enough" (Downes, Payne) – 4:37
10. 時空の戦士 "Military Man" (Downes, Payne) – 4:10
11. 天空のアリア "Aria" (Downes, Nye, Payne) – 2:27

## メンバー
- ジェフ・ダウンズ ""Geoffrey Downes"（キーボード、ヴォーカル）
- ジョン・ペイン "John Payne" （ベース、リードヴォーカル）
- アル・ピトレリ "Al Pitrelli"（ギター）
- マイケル・スターギス(スタージス) "Michael Sturgis"（ドラム）